# Waldstadt (Mölln)
Waldstadt, auch Steinfeld genannt, ist ein Wohngebiet in Mölln. Es ist kein offizieller Stadtteil oder -bezirk, jedoch hat sich die Bezeichnung für das südlich und außerhalb der Kernstadt liegende Gebiet, das innerhalb einer Waldfläche liegt, durchgesetzt.

## Entstehung
Im Jahr 1934 wurde auf dem heutigen Gelände der Waldstadt die Heeres-Munitionsanstalt Mölln gebaut und ein Jahr später in Betrieb genommen. Zu der Munitionsanstalt (Muna)  gehörten 172 Munitionsbunker und 95 weitere Gebäude, in denen über 7.000 Tonnen Pulver und Sprengstoff gelagert werden konnten. Die Anlage überstand den Zweiten Weltkrieg unversehrt und sollte als Teil einer militärischen Infrastruktur gemäß alliierten Absprachen nach 1945 demontiert werden.

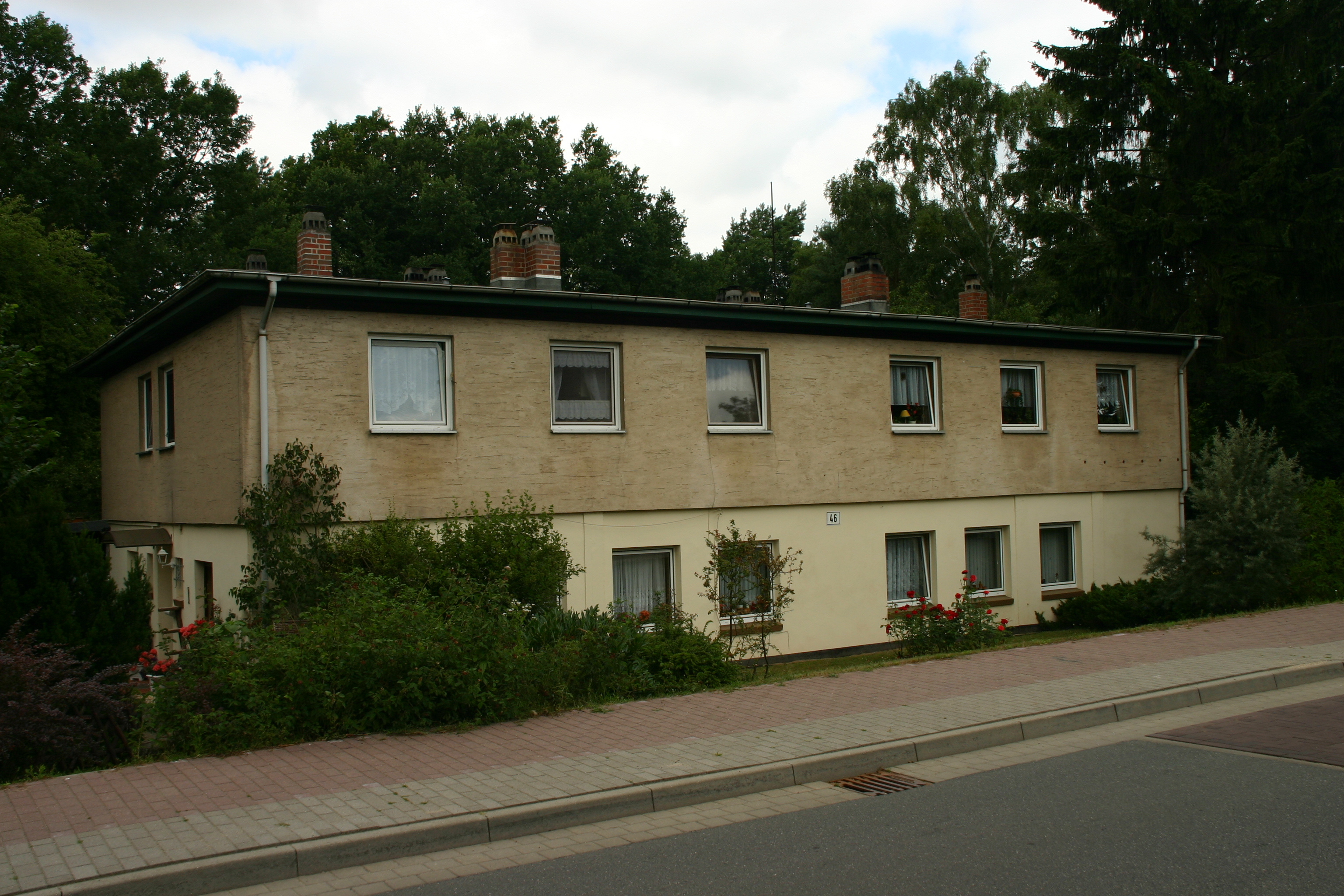
Eine zum Wohnhaus umgebaute Halle der Munitionsanstalt

Durch den Einsatz des damaligen Möllner Bürgermeisters Michelsen konnte die britische Besatzungsmacht davon überzeugt werden, die Gebäude für friedliche Nutzung freizugeben. Die Muna wurde 1947 den deutschen Behörden zur weiteren zivilen Nutzung überstellt. Unter der Regie der Industrie- und Wohngelände G.m.b.H. entstand ab 1949 aus der ehemaligen militärischen Anlage ein Wohngebiet. Dieses wurde fast ausschließlich von Heimatvertriebenen aus dem Osten bewohnt. 1949 bis 1952 wurden im Rahmen des Marshallplans 23 Wohnblöcke mit insgesamt 270 Wohnungen erbaut. Weitere Siedlungen wurden durch eigenständige Arbeit der Bewohner errichtet. Ab 1952 wurden die alten Baracken allmählich abgerissen. Mit dem Rückbau der letzten Baracke im Wolliner Weg im Jahr 1965 endete die Geschichte des alten Lagers.

## Verkehr
Es besteht eine Busverbindung in die Innenstadt. Mit dem Auto ist die Innenstadt über ein gut ausgebautes Straßennetz durch den Wasserkrüger Weg zu erreichen.
Bis 1959 hielt ein Zug, der so genannte Hein Hollenbek, am Haltepunkt Schneiderschere, der im heutigen Gebiet der Waldstadt lag. Es gab darüber hinaus umfangreiche Gleisanlagen für die Güterversorgung der Muna. Eines der Gleise verlief in Form einer großen Schleife vom heutigen „Waldstadt-Center“ entlang der heutigen Posener Straße und wieder zurück durch die heutige Hirschberger Straße.

## Versorgung
An der Kolberger Straße gibt es ein kleines Einkaufszentrum, das sogenannte „Waldstadt-Center“ mit einem EDEKA-Supermarkt, einer Postagentur und einem Bäcker.

## Schule
Die Waldstadt hat eine eigene Grundschule, die „Grundschule Tanneck“.
1965 übernahm die Stadt Mölln den gesamten Komplex eines ehemaligen Sanatoriums am Rande der Möllner Waldstadt. Im Juni 1971 erfolgten dann die Ausschreibungen zum Bau einer neuen Grundschule, mit 12 Klassenräumen, einer Turnhalle, einem Gemeinschaftsraum, Nebenräumen und einem Hausmeisterhaus. Die Schule verfügt über eine eigene Hymne. Meine Schule zeig ich Dir... die Tanneck-Schule wohlbekannt, liegt versteckt...

## Sport

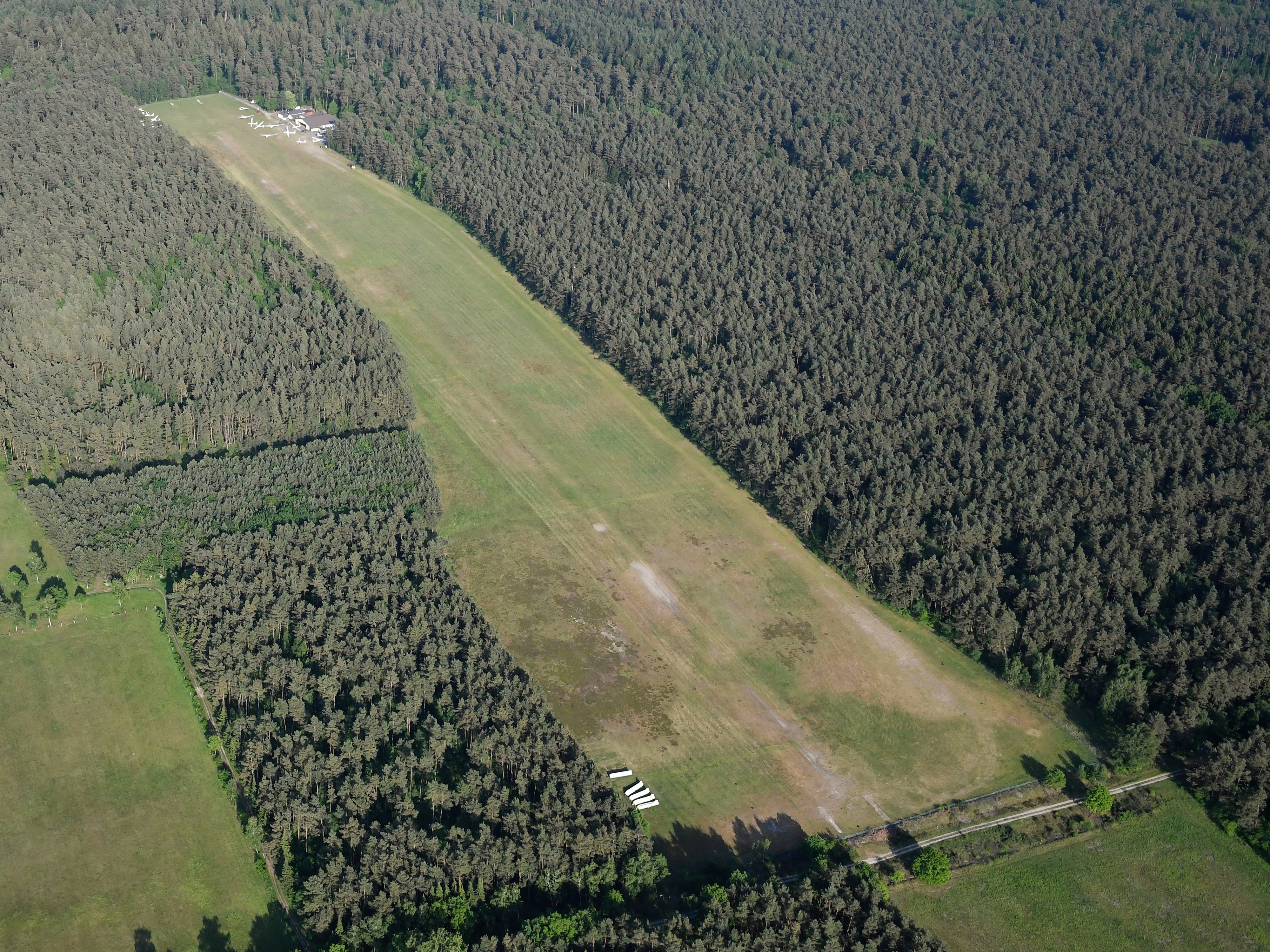
Segelfluggelände Grambeker Heide

In unmittelbarer Nähe befinden sich der Grambeker-Heide-Ring, eine Motocross-Rennstrecke und das Segelfluggelände Grambeker Heide, die zur Gemeinde Grambek gehören.